# Otto Andrup
Henrik Otto Ludvig Lauritz Andrup (8. oktober 1883 i Randers – 24. august 1953 i København) var mag. art. og dansk museumsdirektør. Han blev først ansat som hjælper for Ny Carlsbergfondets bestyrelse, siden som dets første museumsinspektør og senere som museumsdirektør for Det Nationalhistoriske Museum på Frederiksborg Slot. 
Otto Andrup blev født og voksede op i Randers. Han blev student i 1902 fra Randers Lærde Skole og tog til København for at studere. 
I sin tid som studerende havde han legatbolig på kollegiet Regensen i perioden 1905 til 1909. Andrup fungerede efterfølgende som redaktør for Regensianersamfundets medlemsblad "Regensen" og udgav i 1911 bogen "Gammelt og nyt fra Regensen -- Lidt Regenshistorie af en forhenværende arkivar". 
Han blev forlovet med Zelia (født Hindenburg) i 1904. De blev gift 5. juli 1910. Han ernærede sig som lærer for svagelige børn, men blev snart ansat af E.F.S. Lund som sekretær i forbindelse med udarbejdelsen af værket Danske malede Portrætter. Andrup fulgte Lund rundt på rejser i Danmark og lærte meget, som senere kom ham til gode i hans arbejde som museumsdirektør. 
Andrup nåede både at begynde på studierne zoologi, medicin og romanske sprog inden han endelig valgte faget "sammenlignende litteratur", hvori han tog magistergraden 1909. På grund af sin fattige baggrund blev han 1905 optaget som alumne på Regensen.
Otto Andrup havde ofte sin gang på Frederiksborg Slot i forbindelse med arbejdet som sekretær for direktør Lund. Lund var direktør sammen med arkitekt Vilhelm Holck, og de var meget uenige omkring metoderne ved museets drift og indretning. Lund ønskede at knytte Andrup til sig som medhjælper, men han kunne ikke ansætte en assistent uden at den anden direktør også skulle have en. Derfor blev Andrup ansat uden titel i 1909, og i 1913 med betegnelsen "Bestyrelsens medhjælper på Frederiksborg". I 1916 blev han inspektør, i 1927 førsteinspektør og 1933 direktør for museet.
Da Andrup blev ansat bestod museets samling for størstedelens vedkommende af nationalromantiske malerier og kopier. Men ved Otto Andrups mangeårige virke lykkedes det ham at skabe den samling af danmarkshistorisk portrætkunst, som er museets grundsten i dag.
Dels under lensafløsningen, dels ved talrige rejser i ind- og udland skaffede han museet de samlinger af møbler, malerier og portrætter, som museet er kendt for i dag. Han bragte det originale manuskript til Leonora Christines Jammersminde tilbage til Danmark. Han var heller ikke bleg for at bede andre om indkøb ved udlandsrejser, således bad han universitetsbibliotekar Carl Dumreicher, der skulle rejse til Wien for at besøge en slægtning, om at forsøge at anskaffe et portrætmaleri fra dennes privatsamling. Stammen i museets portrætsamling skete i hans direktørtid. En del af disse erhvervelser blev udstillet på Charlottenborg i 1925, og i den forbindelse blev et katalog udarbejdet med titlen Udvalg af Museets Erhvervelser 1913-1925. Både udstilling og katalog blev udført af Otto Andrup, og de fik rosende anmeldelser.
Otto Andrup medvirkede til at udbrede bogværker som Danmarks Kirker og Danske Slotte og Herregårde og deltog i internationalt museumsarbejde.